# Ichthyophis bannanicus
Espèce
Statut de conservation UICN

 LC  : Préoccupation mineure
Ichthyophis bannanicus est une espèce de gymnophiones de la famille des Ichthyophiidae.

## Répartition
Cette espèce se rencontre dans le nord du Viêt Nam et dans le sud de la Chine au Guangdong, au Guangxi et au Yunnan.  
Sa présence en Birmanie et au Laos est incertaine.

## Publication originale
- Yang, 1984 : A new species of Ichthyophis - I. bannanica. Acta Herpetologica Sinica, New Series, Chengdu, vol. 3, no 2, p. 73-76.